# Upside Down Text
Der Upside Down Text oder Fliptext (englisch flip text) gehört zu den Arten der Leetspeak und wird im Netzjargon verwendet. Es handelt sich um eine Art Geheimsprache, die in Chats und Foren eingesetzt wird, um von Wortfiltern nicht erkannt werden zu können. Dabei wird der Text um 180° gedreht, indem er zuerst rückwärts geschrieben und dann jedes Zeichen durch ein Zeichen ersetzt wird, das einer horizontalen Spiegelung möglichst nahekommt, wodurch insgesamt der Eindruck einer Drehung um 180° entsteht. So wird zum Beispiel aus „Wikipedia“ „ɐıpǝdıʞıʍ“.
Nur zu einigen Zeichen gibt es im gewöhnlichen ASCII-Zeichensatz um 180° gedrehte Entsprechungen (b/q, d/p, n/u und 6/9), ganz wenige sind sogar drehsymmetrisch und müssen nicht geändert werden (z, s, x, o, 0 und 8). Bei den restlichen Zeichen behilft man sich entweder mit Unicode-Sonderzeichen, besonders denen des Internationalen Phonetischen Alphabets, (z. B. w → ʍ) oder mit nur ungefähr ähnlichen Zeichen (z. B. USD-Encoding, w → m).

## Beispiele
| Original                                       | Franz jagt im komplett verwahrlosten Taxi quer durch Bayern. |
| Rückwärts                                      | .nreyaB hcrud reuq ixaT netsolrhawrev ttelpmok mi tgaj znarF |
| Zeichen durch passende Unicode-Zeichen ersetzt | ˙uɹǝʎɐq ɥɔɹnp ɹǝnb ᴉxɐʇ uǝʇsolɹɥɐʍɹǝʌ ʇʇǝldɯoʞ ɯᴉ ʇƃɐɾ zuɐɹℲ |
| Zeichen durch ähnliche ASCII-Zeichen ersetzt   | 'uJaheB ycJnp Janb !xeT uatsolJyemJav ttaldwok w! t6ej zueJF |
| zum Vergleich mit CSS gedrehter Text           | Franz jagt im komplett verwahrlosten Taxi quer durch Bayern. |

## Entsprechungen
| Original | ASCII-Ersatzzeichen | Unicode-Zeichen | HTML-Entsprechung |
| -------- | ------------------- | --------------- | ----------------- |
| a        | e                   | ɐ               | &#592;            |
| b        | q                   | q               | &#113;            |
| c        | c                   | ɔ               | &#596;            |
| d        | p                   | p               | &#112;            |
| e        | a                   | ǝ               | &#477;            |
| f        | f                   | ɟ               | &#607;            |
| g        | 6                   | ƃ               | &#387;            |
| h        | y                   | ɥ               | &#613;            |
| i        | !                   | ᴉ               | &#7433;           |
| j        | !                   | ɾ               | &#638;            |
| k        | k                   | ʞ               | &#670;            |
| l        | l                   | l               | &#108;            |
| m        | w                   | ɯ               | &#623;            |
| n        | u                   | u               | &#117;            |
| o        | o                   | o               | &#111;            |
| p        | d                   | d               | &#100;            |
| q        | b                   | b               | &#98;             |
| r        | J                   | ɹ               | &#633;            |
| s        | s                   | s               | &#115;            |
| t        | t                   | ʇ               | &#647;            |
| u        | n                   | n               | &#110;            |
| v        | v                   | ʌ               | &#652;            |
| w        | m                   | ʍ               | &#653;            |
| x        | x                   | x               | &#120;            |
| y        | h                   | ʎ               | &#654;            |
| z        | z                   | z               | &#122;            |
| ,        | '                   | '               | &#39;             |
| ?        |                     | ¿               | &#191;            |
| !        | i                   | ¡               | &#161;            |
| Original | ASCII-Zeichen       | Unicode-Zeichen | HTML-Entsprechung |